# Vujinovača
Vujinovača (izvirno srbsko Вујиновача) je naselje v Srbiji, ki upravno spada pod Mesto Valjevo; slednja pa je del Kolubarskega upravnega okraja.

## Demografija
V naselju, katerega izvirno (srbsko-cirilično) ime je Вујиновача, živi 225 polnoletnih prebivalcev, pri čemer je njihova povprečna starost 50,4 let (50,4 pri moških in 50,3 pri ženskah). Naselje ima 95 gospodinjstev, pri čemer je povprečno število članov na gospodinjstvo 2,67.
To naselje je, glede na rezultate popisa iz leta 2002, večinoma srbsko, a v času zadnjih treh popisov je opazno zmanjšanje števila prebivalcev.
|  |

| Demografija | Demografija     | Demografija     |
| Leto        | Št. prebivalcev | Št. prebivalcev |
| ----------- | --------------- | --------------- |
|             |                 |                 |
|             |                 |                 |
|             |                 |                 |
|             |                 |                 |
| 1948        | 712             |                 |
| 1953        | 677             |                 |
| 1961        | 647             |                 |
| 1971        | 556             |                 |
| 1981        | 437             |                 |
| 1991        | 373             | 363             |
| 2002        | 258             | 258             |
|             |                 |                 |

| Etnična sestava po popisu iz leta 2002 | Etnična sestava po popisu iz leta 2002 | Etnična sestava po popisu iz leta 2002 | Etnična sestava po popisu iz leta 2002 | Etnična sestava po popisu iz leta 2002 |
| -------------------------------------- | -------------------------------------- | -------------------------------------- | -------------------------------------- | -------------------------------------- |
| Srbi                                   | Srbi                                   |                                        | 209                                    | 81,00%                                 |
| Črnogorci                              | Črnogorci                              |                                        | 1                                      | 0,38%                                  |
| Hrvati                                 | Hrvati                                 |                                        | 1                                      | 0,38%                                  |
| Neznano                                | Neznano                                |                                        | 47                                     | 18,21%                                 |